# Gustaf Trägårdh

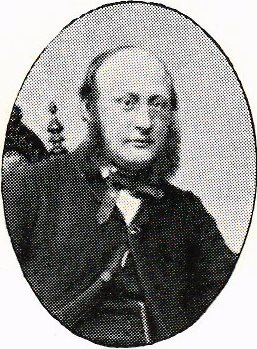
Gustaf Sven Trägårdh

Gustaf Sven Trägårdh, född 2 mars 1832 i Harlösa socken, Malmöhus län, död 21 juni 1886 i Lund, var en svensk läkare.
Trägårdh blev student vid Lunds universitet 1848, medicine kandidat 1855, medicine licentiat 1858, medicine doktor samma år och docent i teoretisk och rättsmedicin vid Lunds universitet samma år. Han var adjunkt i teoretisk och praktisk medicin där 1860–82, professor i praktisk medicin och överläkare vid Lunds länslasarett från 1882.
Trägårdh författade Några ord om sjukdomars ärftlighet (1879). Han invaldes som ledamot av Fysiografiska sällskapet i Lund 1859.